# Casa de maternidad

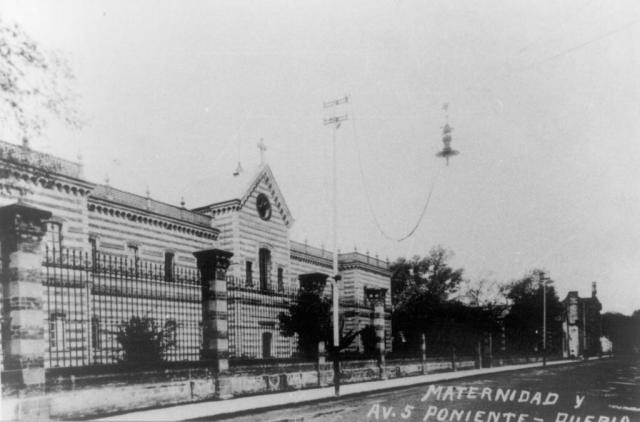
Casa de maternidad, Puebla, México

Se llama casa de maternidad a aquellos establecimientos públicos que estaban destinados al refugio y subsistencia de las mujeres que concebían ilegítimamente y trataban de ocultar el embarazo y el parto. 

## Historia
El objeto principal de estas casas era evitar los infanticidios y salvar el honor de las madres. La administración pública practicaba así los deberes de protección y beneficencia que tiene para con las personas. 
El abandono infantil en el siglo XIX hasta mediados del siglo XX fue  de unos 20000 niños al año en España y se producía mayormente en las casas de maternidad desde finales del siglo XIX.  Hasta entonces era más frecuente el abandono en el torno o la exposición que era el abandono en sitios públicos como la casa del cura, alcalde , médico etc.
Por regla general, debían ser admitidas en las casas de maternidad todas las mujeres que habiendo concebido ilegítimamente se hallaran en la precisión de reclamar este socorro. La administración, sin embargo, para que la beneficencia no degenerara en inmerecida protección señaló la época del embarazo desde la que sean admisibles las mujeres en las casas de maternidad. En España, tomó como punto de partida el séptimo mes del embarazo al ser cuando comenzaba a ser inminente el público deshonor y entonces cuando había certeza de que las mujeres necesitan el benéfico refugio del establecimiento. Esta regla tenía excepciones admitiéndose a las mujeres antes del séptimo mes de embarazo ya cuando mediaran causas justas y graves a juicio del director, ya cuando aquellas pagaran una pensión, ya en fin, cuando ganen el sustento con su propio trabajo.
Siendo uno de los principales objetos de las casas de maternidad poner a salvo el honor de las mujeres que venían a buscar refugio en ellas, no podía la administración por su parte dar ocasión a que ese objeto se contrariase, ni dentro del establecimiento, ni menos respecto a la sociedad. Así, en las casas se observaba el más inviolable secreto, no debiendo hacerse pregunta ni información alguna sobre la conducta privada de las mujeres refugiadas y siendo expelido inmediatamente el empleado o dependiente que fallase de cualquier modo a tan importante obligación. La ley llegó a declarar que el descubrimiento de alguna mujer en las casas de maternidad no podrá servir de prueba legal contra ella.
La beneficencia social, al mismo tiempo que otorgaba asilo a las mujeres que concibieron ilegítimamente proveía con no menor interés a la subsistencia y cuidado de los niños que nacían en aquel asilo. La legislación española de 1822 dio tanta importancia a esta relación que los reunió y redujo a una sola clase. Según su sistema las casas de maternidad comprendían tres departamentos: 
- uno para las mujeres embarazadas y paridas
- otro para la lactancia de los niños
- y otro para conservar y educar a estos hasta la edad de seis años.

La legislación distinguía los establecimientos de maternidad de los de expósitos. La ley recomendaba no obstante, que fueran aprovechadas las casas de maternidad para la lactancia de los niños que hubiere en las de expósitos.